# シンク (アパレル)
株式会社 シンク（S-inc. Co.,Ltd.）は、千葉市に本社を置く、日本のアパレル企業である。1990年にアクセサリーの制作・販売会社として設立された。

## 概要
1990年、アクセサリーの製作・販売会社として櫛田慎一が設立。T.KUNITOMOデザイナー國友剛の入社により、アパレルの製作にも力を入れ始める。
2000年、h.NAOTOのデビューにより、様々なアーティストとの交流を行う。X JAPANやGACKT、エヴァネッセンス、マリリンマンソン、HANGRY&ANGRY、MarBell、GaGaalinGなど、多くのアーティストへの提供やコラボレーションも行っている。

## クリエイター育成の場として
T.KUNITOMOデザイナー國友剛やh.NAOTOデザイナー廣岡直人など、独自のクリエイティブを追求するブランドを持ち、それらに続くSixh.やHANGRY&ANGRYといった若手デザイナーを輩出している。

### 所属デザイナー
- 廣岡直人
- IBI
- GASHICON
- Z9

所属していたデザイナー
- 國友剛 (株式会社KINCS　代表取締役社長として独立)
- MINT (株式会社KINCS　へ移籍)
- 竹内美香
- Z9

現在、同社の社長にある櫛田慎一（KUSHIDA）はアーティスト、クリエイティブディレクター、アートディレクター、フォトグファーとしても活動し、同社ブランドのみならず、HANGRY&ANGRY、MarBell、GaGaalinGのCDジャケットや、フォトディレクション、PVディレクションなども行っている。

## 主なブランド
- T・KUNITOMO
- h.NAOTO
- Sixh.
- MelT
- HANGRY&ANGRY
- gouk